# Hans Ehrenberg
Hans Philipp Ehrenberg (Altona, 4 de junio de 1883-Heidelberg, 21 de marzo de 1958) fue un teólogo alemán. Fue uno de los cofundadores de la Iglesia Confesante (Bekennende Kirche), se vio obligado a emigrar a Inglaterra debido a su ascendencia judía y su oposición al nacionalsocialismo de Hitler.

## Vida

### 1883-1914
Hans Ehrenberg nació en el seno de una familia liberal judía, fue el mayor de tres hijos. Sus padres fueron Emilie (Fischel) y Otto Ehrenberg, hermano del jurista Victor Ehrenberg. Sus hermanos pequeños fueron el historiador Victor Ehrenberg, padre del historiador británico Geoffrey Elton y el físico Lewis Elton. De 1898 a 1900 asistió al Christianeum Hamburg en Altona. Después de graduarse en el Wilhelm Gymnasium de Hamburgo en 1902, estudió leyes y ciencias políticas en Gotinga, Berlín, Heidelberg y Múnich.
Su actitud hacia los trabajadores se mostró claramente en 1906, cuando escribió su disertación sobre la situación de los trabajadores del acero (Hüttenarbeiter) en la cuenca del Ruhr. Después del servicio militar en 1907-1908 continuó sus estudios de filosofía y completó su doctorado en Heidelberg en 1909, habilitándose en 1910. Fue profesor de filosofía en la Universidad de Heidelberg. Ehrenberg fue bautizado como cristiano protestante en Berlín in 1911. En ese tiempo entabló una fuerte amistad con su primo Franz Rosenzweig, y con Eugen Rosenstock-Huessy Viktor von Weizsäcker y Martin Buber. Rosenzweig señalará posteriormente que "Ehrenberg fue su verdadero profesor de filosofía". En 1913 se casó con Else Anna Zimmermann (1890–1970), maestra. tuvieron dos hijos, Juliane y Andreas. Uno de sus tíos fue Victor Mordechai Goldschmidt.

### 1914-1933
Ehrenberg fue voluntario en la Primera Guerra Mundial y sirvió como suboficial. Fue galardonado con la Cruz de Hierro de 2 ª clase, así como la Badische Offiziersorden. Al principio Ehrenberg consideró que era una guerra de legítima defensa, pero después cambió su punto de vista de manera radical. Habló de los crímenes de la guerra y de la responsabilidad y culpabilidad de Alemania. Se afilió al Partido Socialdemócrata Alemán (SPD) en 1918, y durante 18 meses fue concejal de Heidelberg, así como miembro de los comités de trabajadores y soldados. En el mismo año, obtuvo una plaza de profesor asociado en Heidelberg. En este momento, trabajando con los socialistas cristianos, comenzó a pensar en la posibilidad de hacerse pastor protestante.

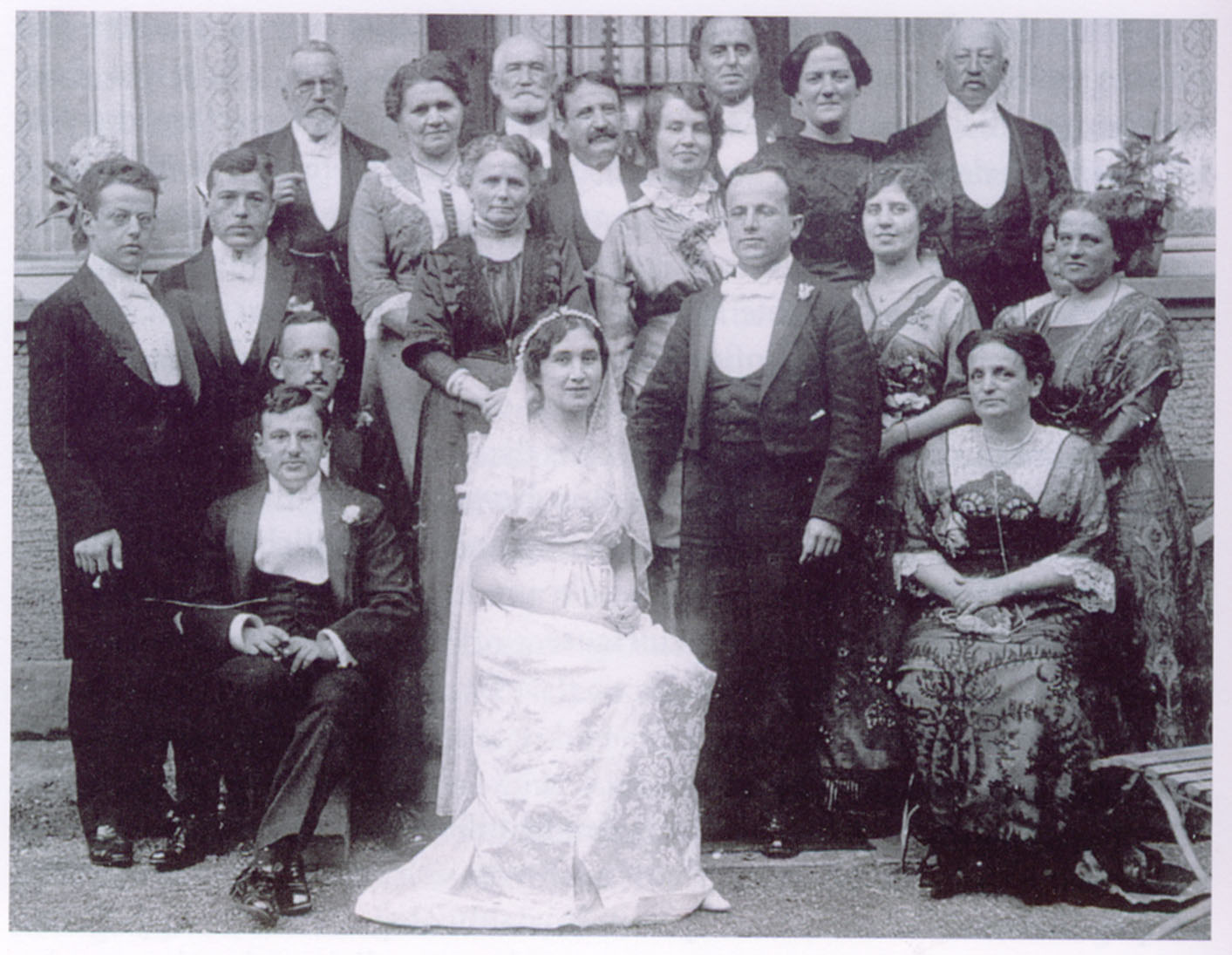
Boda de Hans Ehrenberg con Else Zimmerman en 1913. Al banquete asistieron Franz Rosenzweig y Victor Ehrenberg.

Ehrenberg comenzó sus estudios de Teología en 1922, en Münster y los terminó en 1924. Entre 1923 y 1925, él y Nikolai Bubnov publicaron dos volúmenes de traducciones al alemán de diversos escritos de teólogos rusos aportados por Dietrich Bonhoeffer.
En 1925 se hizo ministro de la iglesia Pauluskirche en Bochum, en una zona especialmente difícil donde vivían fundamentalmente trabajadores. Estuvo fuertemente involucrado en la organización Lucha de Trabajadores Cristianos (Kampfbund christlicher Arbeiter), situada a la izquierda del SPD. En 1927, pronunció varios discursos en la parroquia en oposición clara al antisemitismo y contra los disturbios organizados por la Sturmabteilung (camisas pardas nazis). Su conferencia Iglesia y antisemitismo recibió una queja ante el ayuntamiento.

### 1933-1945

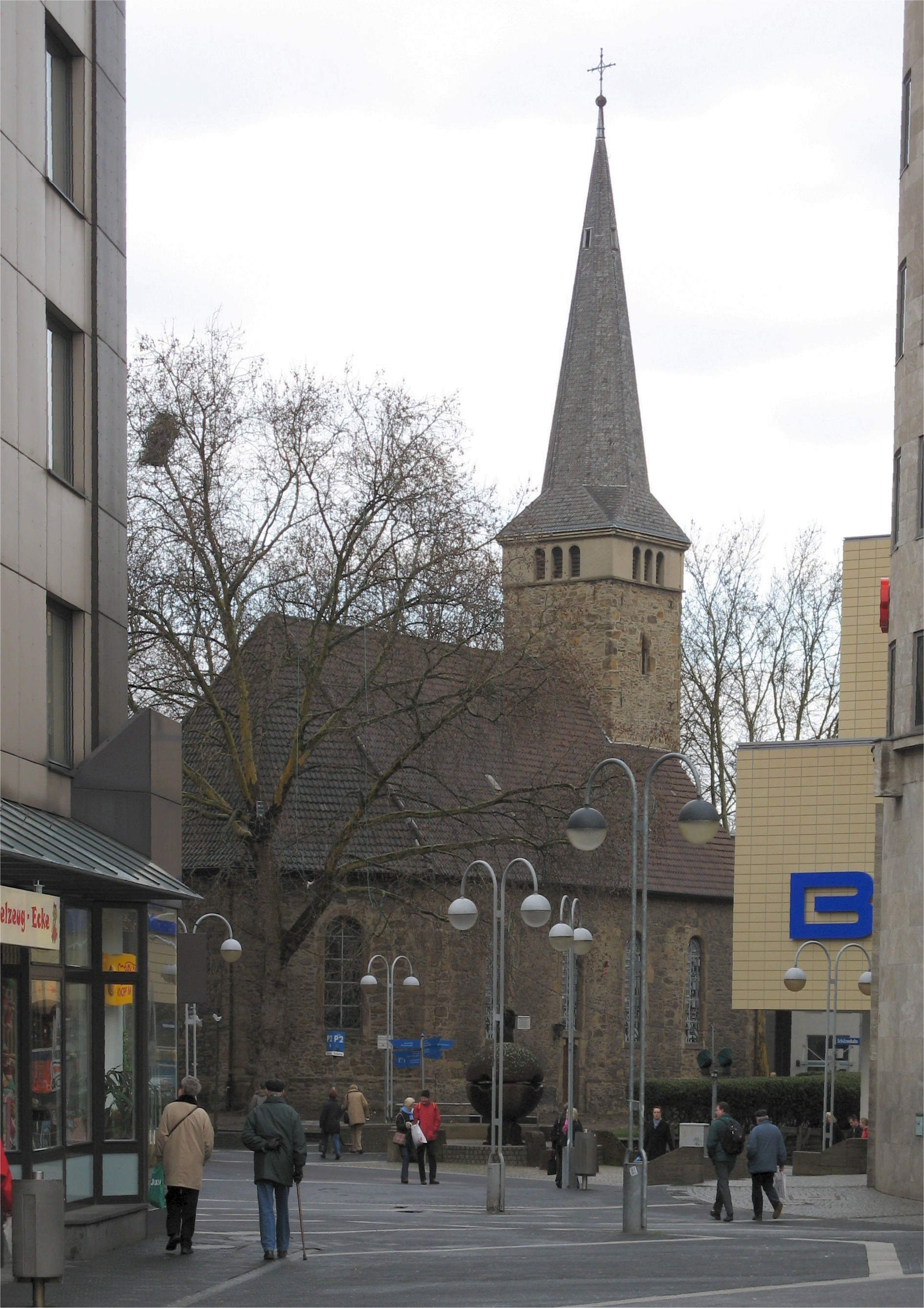
La iglesia de San Pablo (Pauluskirche), donde Ehrenberg comenzó a predicar en 1925, fue completamente destruida en la Segunda Guerra Mundial y reconstruida en 1950.

En 1933, después de la toma del poder por los nazis (Machtergreifung) siguieron los ataques de todo tipo contra Ehrenberg, siendo puesta en cuestión su moral y su integridad pedagógica y teológica. 
Ehrenberg fue uno de los fundadores de la Iglesia Confesante (Bekennende Kirche). Junto con otros cuatro pastores de Westfalia formuló la "Bochum Confession" en mayo de 1933, que incluía una negación de la ideología nazi y una declaración de los orígenes judíos del cristianismo. En julio de 1933, publicó Setenta y dos tesis sobre la cuestión judeo-cristiana (72 Leitsätze zur judenchristlichen Frage), donde se expresaba con claridad su oposición al antisemitismo y la petición a la iglesia protestante del Reich para que se declare en el mismo sentido. Después de que fuera el blanco de los ataques en Der Stürmer' y bajo la presión de las autoridades de la iglesia alemana, Ehrenberg pidió la jubilación anticipada en 1937. Continuó, sin embargo, trabajando en la Iglesia Confesante, cuyos miembros y ministros de Bochum mostraron abiertamente su solidaridad con él. 
En septiembre de 1938, se le prohibió pronunciar cualquier discurso o sermón. Su casa fue destruida en el Pogromo de la Noche de los cristales rotos (Kristallnacht) y unos pocos días después fue llevado al Campo de concentración de Sachsenhausen. En dicho campo de concentración, y a pesar de que Ehrenberg era un radical y estricto anticomunista, su vida se salvó en varias ocasiones gracias a un dirigente sindical comunista.
En 1939, consiguió huir a Inglaterra con la ayuda del obispo anglicano de Chichester George Bell. Ehrenberg había mantenido una correspondencia habitual con el obispo Bell, que fue decisiva -quizás más que la influencia de Franz Hildebrandt o Bonhoeffer en el propio Bell- para convencerle de la crisis de las iglesias alemanas durante la Alemania Nazi. Su familia se le unió poco después. El Ecumenismo y la unidad religiosa se convirtieron en los temas más importante para Ehrenberg. En Inglaterra, Ehrenberg habló abiertamente de la Iglesia Alemana Confesante, en un esfuerzo para evitar el desastre que el desarrollo del nazismo estaba teniendo en Alemania. El obispo George Bell también se refirió en numerosas ocasiones a la interferencia de los nazis en la iglesia.
Entre sus amigos más cercanos estaban el pastor Werner Koch, miembro de la resistencia alemana contra el nazismo y su hermano menor, Hans Koch.

### 1945-1958
Ehrenberg volvió a Alemania en 1947, después de la Segunda Guerra Mundial, trabajó como pastor en la Bethel Institution en Bielefeld. En 1953, regresó a Heidelberg, donde murió en 1958. Sus documentos se conservan en los archivos de la iglesia protestante westfaliana de Bielefeld.

## Relevancia de Hans Ehrenberg
Hans Ehrenberg fue uno de los pocos teólogos alemanes protestantes de la Iglesia de la Confesión, que clara y públicamente se manifestaron y actuaron contra el antisemitismo de los nazis. También reclamó el posicionamiento de las distintas iglesias contra las atrocidades de la Alemania Nazi. Criticó el antijudaísmo cristiano e hizo hincapié en las similitudes entre el judaísmo y el cristianismo. Además, tuvo una especial preocupación por los problemas de los trabajadores.

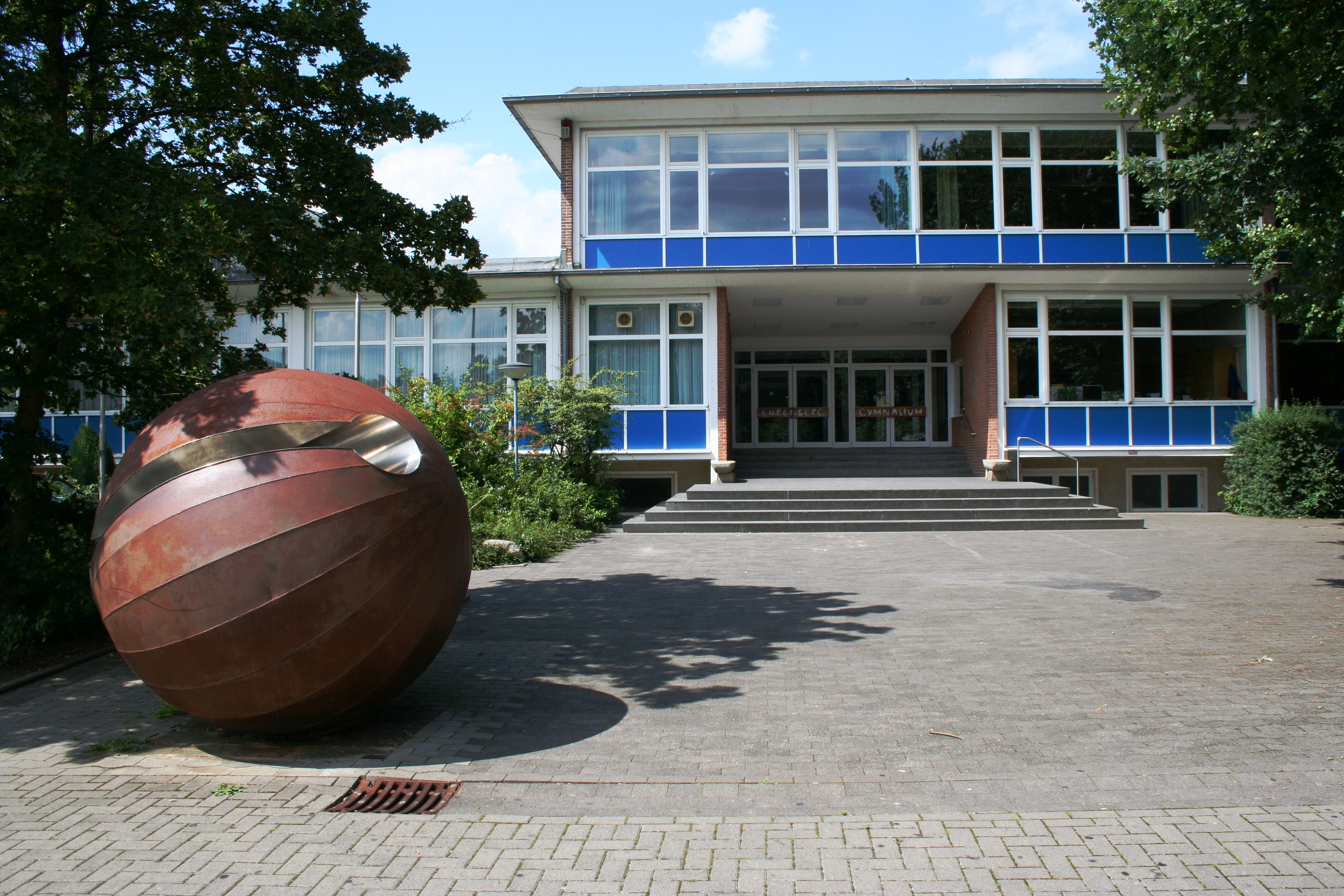
Escuela de Secundaria Hans Ehrenberg en Bielefeld.

Desde 1963, en su honor y memoria, una escuela de secundaria de Bielefeld-Senne lleva su nombre; la escuela está bajo los auspicios de la Iglesia Evangélica de Westfalia.

## Premio Hans Ehrenberg
La Iglesia protestante de Bochum y la Sociedad Hans Ehrenberg conceden un premio de 5000 € cada dos años en honor de  Ehrenberg. El último Premio Hans Ehrenberg fue para la iglesia protestante Christuskirche en Bochum, donde Ehrenberg fue pastor. Los premios anteriores fueron para:
- 2000: Prof. Günter Brakelmann, teólogo, Universidad del Ruhr, Bochum
- 2002: Praeses Manfred Kock and Cardinal[Karl Lehmann
- 2004: Prof. Dr. hc. Robert Leicht, University of Erfurt[23]
- 2006: Action Reconciliation Service for Peace (ARSP)
- 2009: Dr. Edna Brocke, teacher of Jewish studies, Ruhr University Bochum[24]